# Neolophonotus pollex
Neolophonotus pollex là một loài ruồi trong họ Asilidae. Neolophonotus pollex được Londt miêu tả năm 1987. Loài này phân bố ở vùng nhiệt đới châu Phi.